# Jan Zumbach
Jan Eugeniusz Ludwig (Jan) Zumbach (Warschau, 14 april 1915 - Parijs, 3 januari 1986) was een Pools-Zwitserse gevechtspiloot. Zumbach schreef in 1975 de autobiografie Ostatnia Walka ("Laatste gevecht") over zijn ervaringen als gevechtspiloot. In het Engels werd dit boek uitgebracht onder de naam On Wings of War: My Life as a Pilot Adventurer.

## Jeugd en opleiding
Zumbach werd geboren in Warschau op 14 april 1915. Zijn grootvader aan zijn vaders kant was Zwitser, waardoor Zumbach bij zijn geboorte de Zwitserse nationaliteit kreeg. Zijn moeder kwam uit een familie van grootgrondbezitters en hij groeide op in een welgesteld gezin. Zumbachs vader overleed tijdens Zumbachs jeugd.
Doordat Zumbach de Zwitserse nationaliteit had, hoefde hij geen militaire dienstplicht in Polen te vervullen. Toch koos Zumbach ervoor om zich tussen 1934 en 1936 aan te sluiten bij het Poolse leger met een document waar zijn nationaliteit niet op vermeld stond. Na zijn dienstplicht sloot hij zich aan bij de Poolse luchtmacht. Op 2 november 1938 voltooide hij zijn opleiding tot piloot en sloot zich aan bij het 111 Eskadra Mysliwska (111de squadron).

## Tweede Wereldoorlog

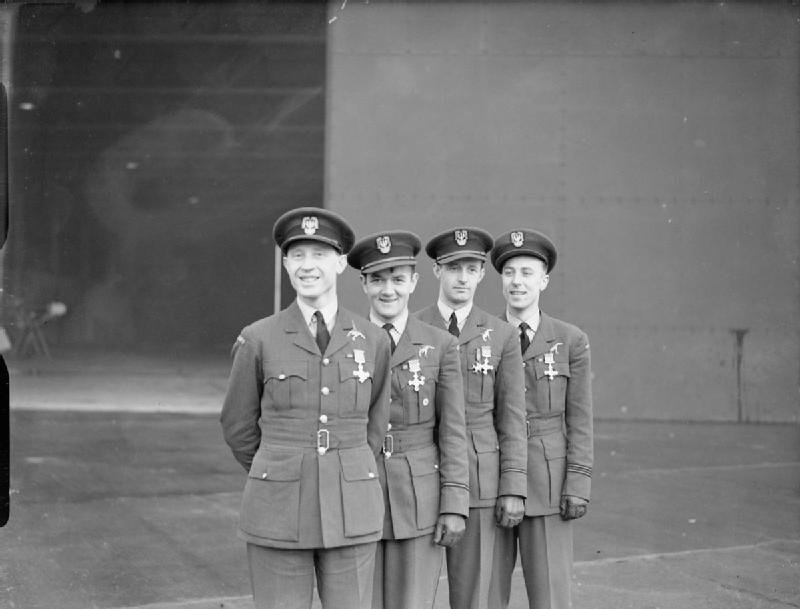
Poolse luchtmacht in het Verenigd Koninkrijk. Jan Zumbach, tweede van links.

303 Squadron

In de zomer van 1939 liep Zumbach bij een vliegongeluk een beenbreuk op, waardoor hij bij de inval van Polen door Nazi-Duitsland op 1 september 1939 niet ingezet kon worden als piloot. Midden september wist hij met het vliegtuig Roemenië te bereiken en reisde vanaf daar door naar de haven van Baltsjik in Bulgarije. Samen met 299 anderen nam hij een schip naar de Libanese hoofdstad Beiroet waar hij op 21 oktober 1939 arriveerde. Op 24 oktober vertrok Zumbach per boot naar de Franse stad Marseilles. In Frankrijk sloot hij zich aan bij de l’Armee de l’Air (Franse luchtmacht). Zumbach was gestationeerd bij GC I/145 in Lyon-Bron, maar was weinig betrokken bij gevechten. Hij vloog bij de Franse luchtmacht in een Morane-Saulnier MS 406 en de Curtiss Hawk 7.
Nadat de eenheid zich had teruggetrokken naar Villacoublay, vertrok Zumbach met de Poolse schip Kmicic II op 18 juni 1940 naar Bordeaux. Vanuit Frankrijk vertrok hij naar Engeland waar hij in Blackpool werd gestationeerd. Op 2 augustus 1940 werd hij als een van de eerste piloten onderdeel van het No. 303 Squadron, het Poolse Gevechtssquadron dat ook bekend stond als Kościuszko, in Northolt.
Tijdens de Slag om Engeland wist hij twee Dornier Do 17s, meerdere Messerschmitt Bf 109s en een Heinkel He 111 van Duitse zijde neer te halen. Op 9 mei 1941 werd het vliegtuig van Zumbach tijdens een gevecht met een Messerschmitt Bf 109 uit de lucht geschoten, maar Zumbach wist op tijd te ontsnappen. Op 13 oktober 1941 werd hij een van de eerste geallieerde piloten die in gevecht kwam met een Focke-Wulf FW 190. In 1942 werd Zumbach gepromoveerd tot leider van de squadron. Vanaf 1 december 1942 werd hij op HQ 9 Group Preston geplaatst als Poolse verbindingsofficier. Een jaar later op 15 april 1943 werd hij aangesteld als leider van de Poolse wing in Kirton-in-Lindsey. Vanaf 30 januari 1945 werd hij operationeel officier bij de HQ 84 Groep.
Op 7 april 1945 vloog Zumbach samen met flight lieutenant T.W. Kawalecki over Nederland. Nadat zij verdwaald raakten, landden zij in Duits bezet gebied en werden zij krijgsgevangen genomen. Nadat Nazi-Duitsland zich op 6 mei overgaf, werden Zumbach en Kawalecki vrijgelaten. In oktober 1946 werd Zumbach gedemobiliseerd.

## Katanga en Biafra
Na de Tweede Wereldoorlog verdiende Zumbach de kost als piloot. Dankzij zijn Zwitserse paspoort kon hij zich vrij bewegen in Europa en het Midden-Oosten. Zumbach was betrokken bij wapenhandel en het vervoeren van smokkelwaar. In januari 1962 sloot hij zich op vraag van Moise Tshombe als huurling aan bij de rebellenluchtmacht van Katanga waarover hij de leiding kreeg. Hij bleef tot december 1962 bij de operatie betrokken. Enkele jaren later, in 1967, was hij betrokken bij de oprichting van de luchtmacht van de Republiek Biafra.
In 1967 ging hij met pensioen en verhuisde hij naar Frankrijk. Zumbach overleed op 3 januari 1986 in Parijs. De omstandigheden rond zijn overlijden waren volgens bekenden van Zumbach verdacht, maar een officiële aanklacht is nooit ingediend. Zumbach werd begraven op de militaire begraafplaats in Warschau.

## Film
In de Britse film Hurricane uit 2018 over het 303 squadron tijdens de Battle of Britain wordt Jan Zumbach gespeeld door de Britse acteur Iwan Rheon.

## Onderscheidingen
Zumbach werd onderscheiden met de volgende medailles:
- Virtuti Militari (vijfde klasse), 23 december 1940
- Krzyż Walecznych, 1 februari 1941
  - Toevoeging gesp op 10 september 1941
  - Toevoeging tweede gesp op 20 augustus 1942
  - Toevoeging derde gesp op 15 november 1942
- Distinguished Flying Cross, 30 november 1941
  - Toevoeging gesp op 15 november 1942
- 1939-1945 Star
- Defensiemedaille 1939-1945
- War Medal 1939-1945
- Medal Lotniczy za Wojne 1939-1945
- Pilot Wing
- Flying Badge

## Galerij

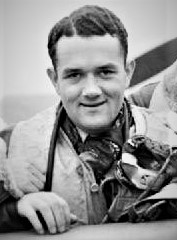
Jan Zumbach
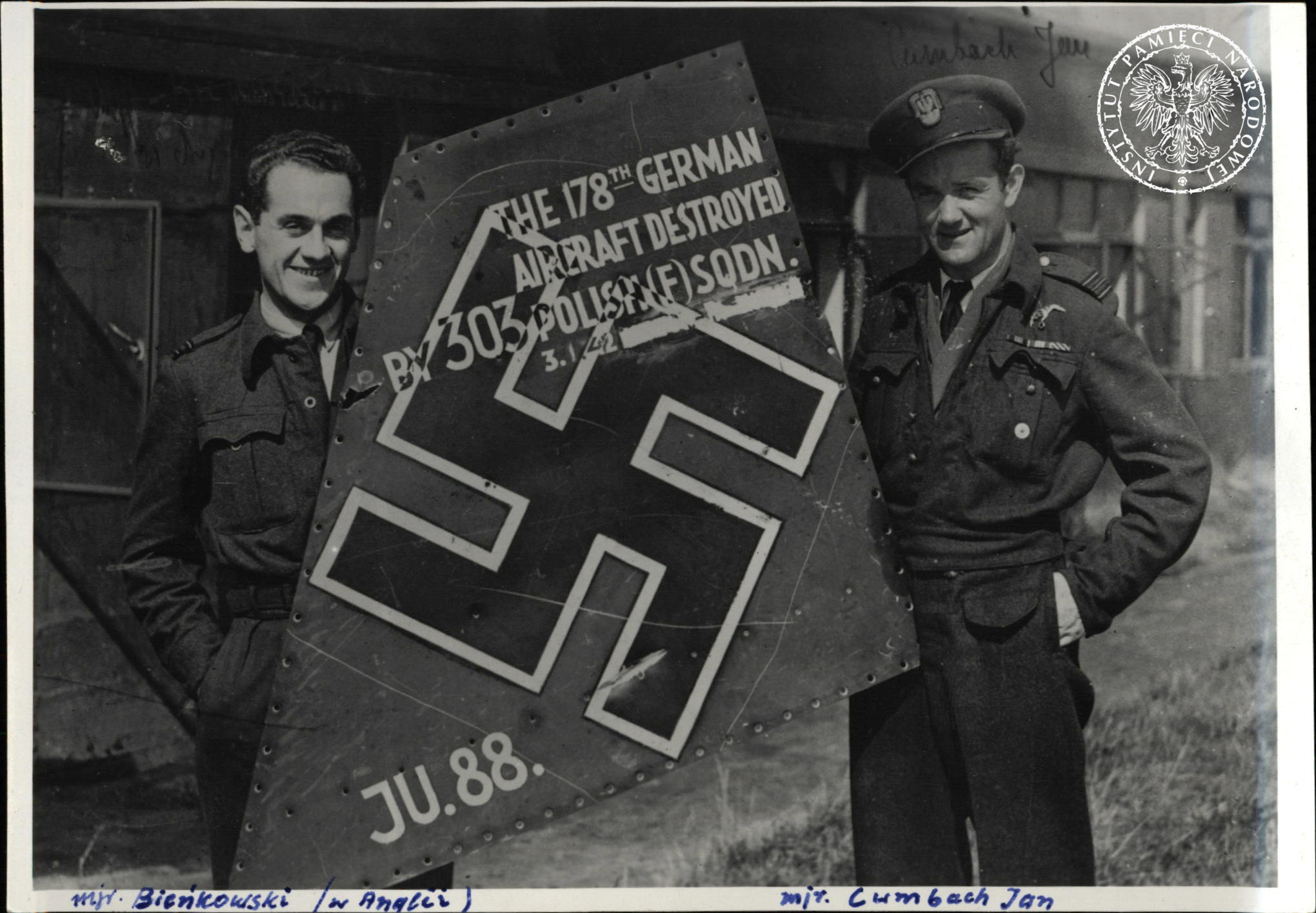
Jan Zumbach (rechts)
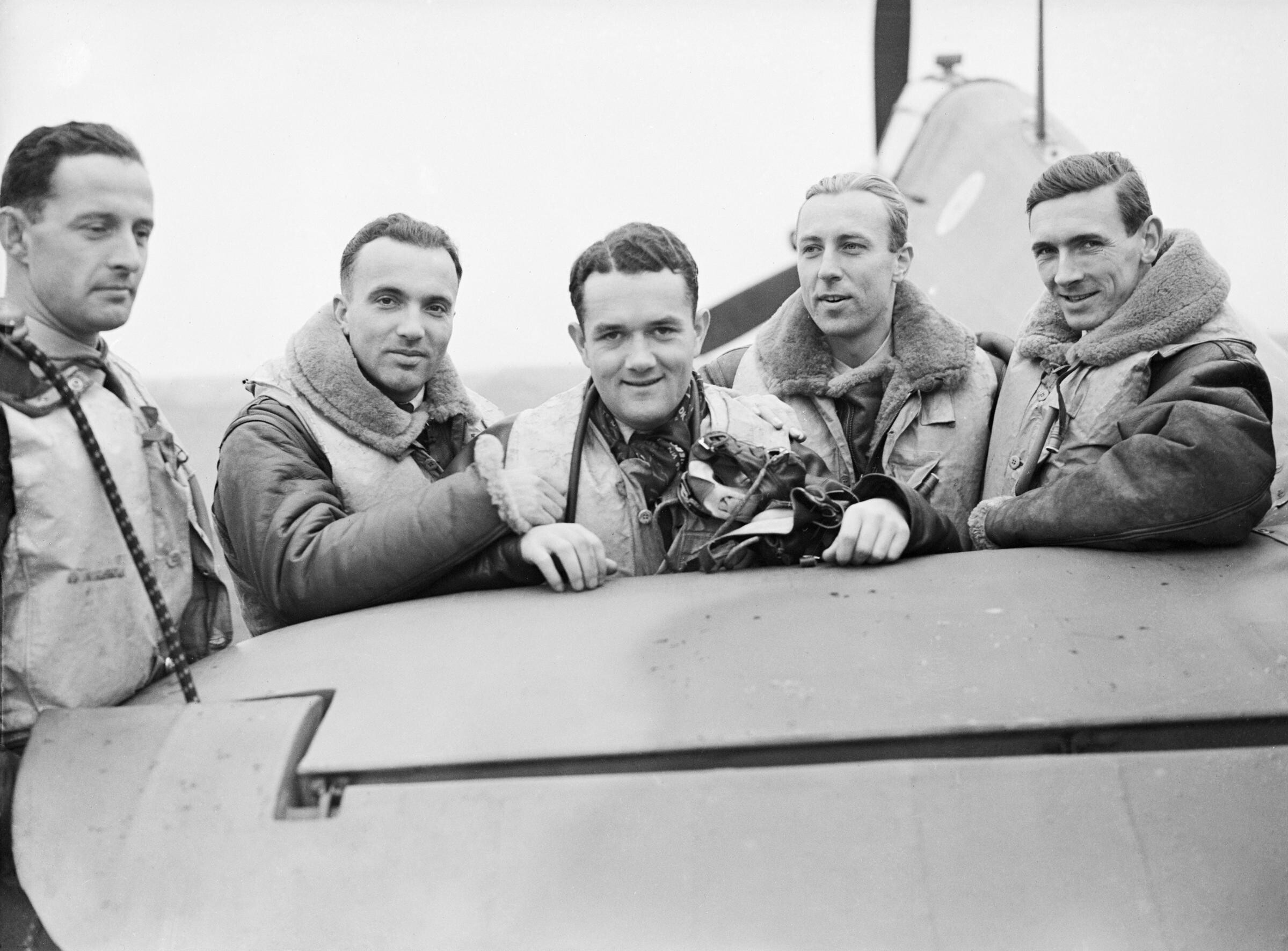
Jan Zumbach (midden)
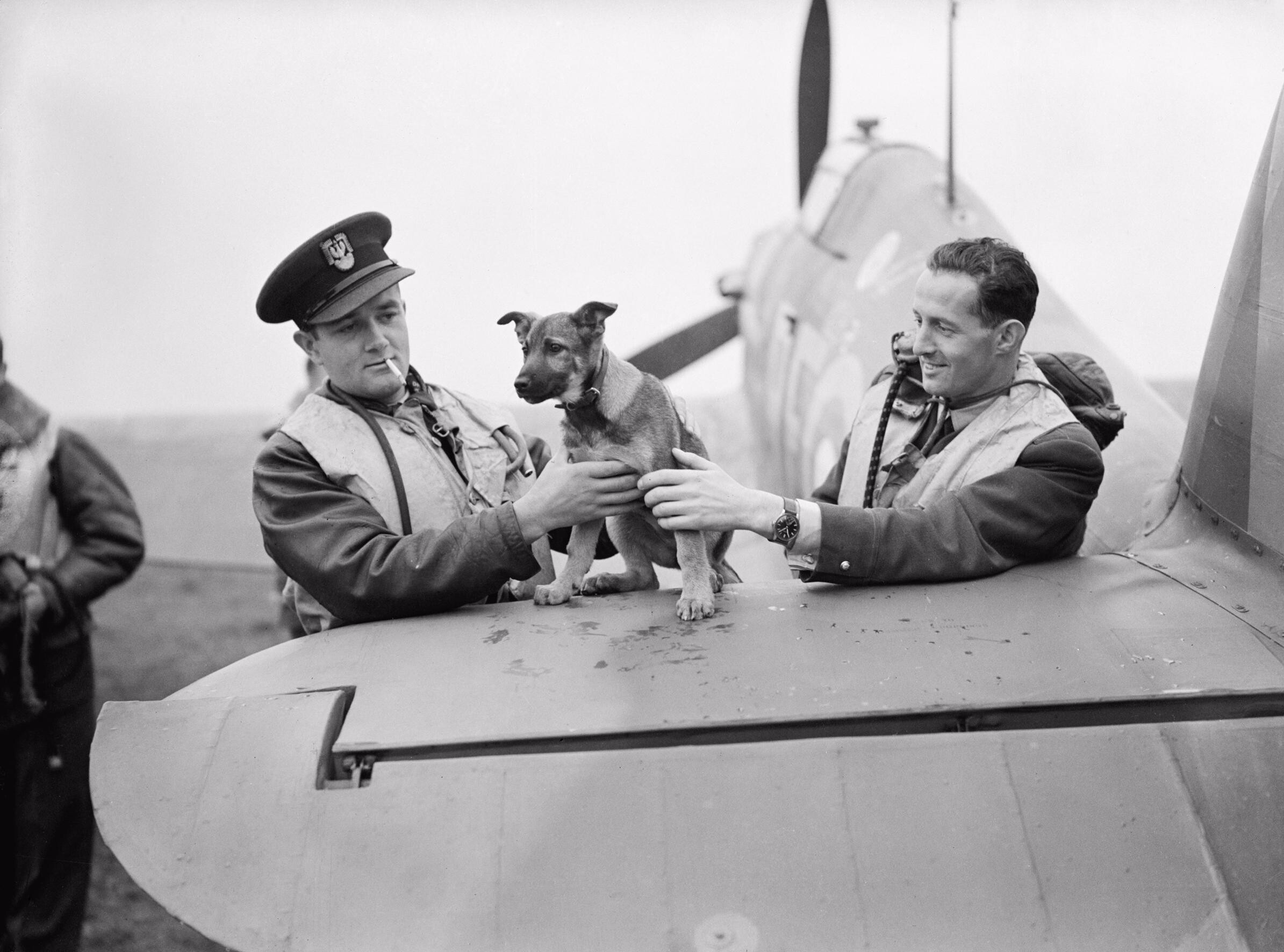
Jan Zumbach (links) en Mirosław Ferić
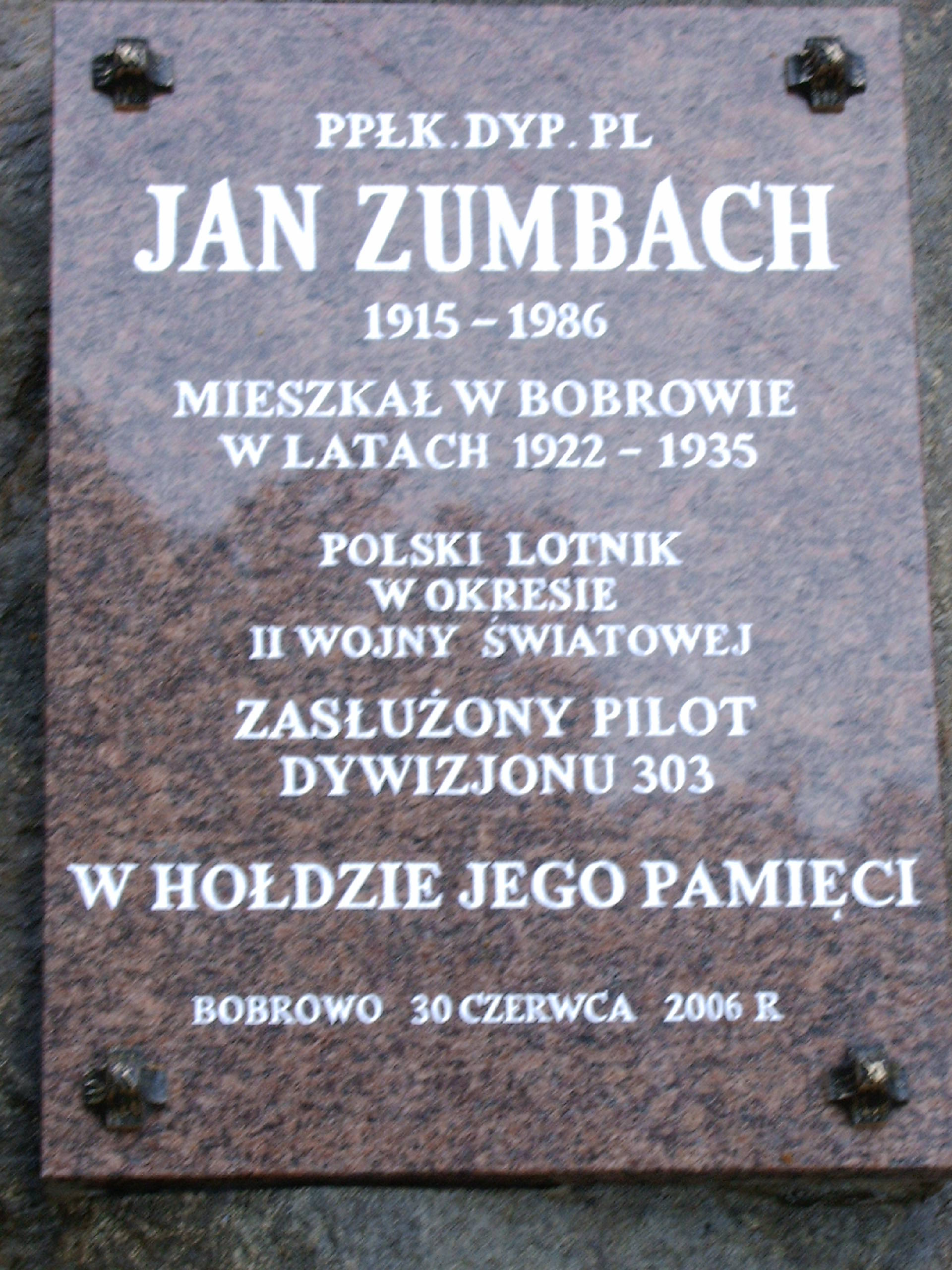
Graf Jan Zumbach

- Gemeinsame Normdatei: 130041233X
- International Standard Name Identifier: 0000 0001 0999 8370
- Library of Congress Control Number: n50063028
- Bibliotheek van het Japanse parlement: 00461930
- Système universitaire de documentation: 169025888
- Virtual International Authority File: 95215498
- WorldCat: E39PBJkxFGmCTkGRvqJMQrjt8C